# Scopula lubricata
Scopula lubricata là một loài bướm đêm trong họ Geometridae.